# 4112 Hrabal
4112 Hrabal (1981 ST) là một tiểu hành tinh vành đai chính được phát hiện ngày 25 tháng 9 năm 1981 bởi M. Mahrová ở Klet.